# Jean Stein
Jean Stein (ur. 9 lutego 1934 w Chicago, zm. 30 kwietnia 2017 w Nowym Jorku) – amerykańska pisarka i redaktorka pochodzenia żydowskiego.

## Życiorys
Jean Stein urodziła się w żydowskiej rodzinie w Chicago. Jej ojcem był Jules C. Stein (1896-1981), założyciel wytwórni Music Corporation of America (MCA) w 1924 oraz Jules Stein Eye Institute na Uniwersytecie Kalifornia w Los Angeles. Matka Doris J. Stein (1902-1984), powołała Doris Jones Stein Foundation. Siostra Susan, Shiva, zmarła na raka piersi w 1983 roku, podobnie jak jej matka.
Jean Stein zdobyła wykształcenie na Katharine Branson School w Ross (Kalifornia), a potem na Brillantmont International School w Lozannie (Szwajcaria), następnie ukończyła Hewitt School w Nowym Jorku. Kolejne dwa lata spędziła w Wellesley College, a następnie uczęszczała na zajęcia na Uniwersytecie Paryskim. Będąc w Paryżu przeprowadziła wywiad z Williamem Faulknerem.
W czasie pobytu w Paryżu związała się z Faulknerem i została redaktorem „The Paris Review”. Jean Stein do Nowego Jorku powróciła w 1955 roku i pracowała jako asystentka reżysera Elii Kazana przy sztuce Kotka na gorącym, blaszanym dachu, na podstawie powieści Tennessee Williamsa. W czasie pobytu w Nowym Jorku związała się ze środowiskiem Andy’ego Warhola, napisała książkę o jego muzie Edie Sedgwick, która przyniosła jej dużą sławę.
Stein była autorką trzech książek: biografii Roberta F. Kennedy’ego pt. American Journey: The Times of Robert Kennedy (1970), bestselleru o Edie Sedgwick, muzie Andy’ego Warhola  pt. Edie: American Girl (1982) oraz Na zachód od Edenu. Wielkie klany Hollywood, w której ukazała życie m.in. Lauren Bacall, Joan Didion, Katharine Hepburn, Dennisa Hoppera, Arthura Millera i Gore’a Vidala.
Była redaktorką naczelną pisma The Paris Review (lata 50. XX w.) oraz  magazynu literackiego Grand Street (od 1970).
Żona prawnika Williama van den Heuvela z Departamentu Sprawiedliwości, a potem neurofizjologa Torstena Wiesela.
Zmarła 30 kwietnia 2017 r., wyskoczyła przez okno swojego mieszkania na 14. piętrze. Przyczyną samobójstwa była depresja.